# DNOP

DNOP

El di-n-octilftalato (DNOP, por sus siglas en inglés), es un líquido aceitoso incoloro e inodoro que no se evapora fácilmente. Es una sustancia manufacturada usada para dar maleabilidad y flexibilidad a plásticos. Este tipo de plástico puede ser usado para tubos médicos y bolsas para almacenar sangre, alambres y cables, revestimiento de alfombras, baldosas para pisos y adhesivos. También es usado en cosméticos y pesticidas.